# ヤマハ・FZ1
FZ1及びFZS1000FAZERは、2001年から2005年の期間にヤマハ発動機が製造販売していた1000 ccクラスのオートバイ（大型自動二輪車）である。
欧州全域、南アフリカ、オセアニア向けに販売されており、第1世代2005年迄のモデルは、FZS1000FAZER（エフゼットエス1000フェザー）の車名を、北米向けのみ、FZ1（エフゼットワン)の車名を用いていた。第2世代へ全面刷新された2006年モデルより、北米向けと同じFZ1に統一された。新たに加えられたネイキッド仕様は、FZ1の車名を、ハーフカウル付き仕様はFZ1 Fazer（エフゼットワン フェザー）と名称を改められた。

## 概要
FZS1000(初代のみ北米モデルだけFZ-1を呼称)は、《The Ultimate Strong FAZER》をキーワードに開発された。FAZERの語源は、ポルトガル語を由来とし、~生み出す。~引き起こす。を意味する。これを直訳すると、『究極の強さを生み出す。』となる。パイプフレームにマウントされたアッパーフェアリング付きではあるが、車体種別ではネイキッドタイプに分類される。エンジンは、5弁の4XV型YZF-R1をベースにし、クランクマス（質量）を10 %増量して中低速重視に改良されたコンパクトな998 cc/DOHC/5弁/水冷直列4気筒エンジンを採用している。また、YZF-R1同様に“EXUP”（エクザップ）を採用しており、フラットなトルクを引き出している。車体は、極太の鋼管ダブルクレードルフレームの採用で高剛性かつしなやかであり、ロングストロークのサスペンションと相まってしなやかな足回りとなっている（2001年 - 2005年モデル）。
FMCした2006年モデルは、2005年の東京モーターショーにて発表された。日本を含め、主要市場に展開されているグローバルモデルである。新型では、5弁の5VY型YZF-R1のエンジンをベースに一新され、インジェクションを搭載した。さらにYZF-R1に対してマス40 %増のクランクを搭載、カムプロフィール、ギアレシオが変更されており実用域における後輪駆動能力は、YZF-R1を凌ぐ特性になっている。フレーム設計も新しいものとなり、FZ6からのフィードバックを受けて設計された新しいフレームは非常に高い剛性を持ち、YZR-M1にて実績を持つ左右独立分担減衰力発生方式の倒立フロントフォーク、強化メンバーを持つ同社製品現行車種では最大の大きさを持つCFダイキャストスイングアームとあわせて、従来のパイプフレームにくらべるとしなやかさがなく、よりスーパースポーツ系に近い性質を持つようになった。
USモデルは、灯火類レギュレーションでフロントフォークと車輌後方にリフレクターを装備、ポジションランプが廃止されて、前部ウインカーがポジションランプを兼ねている。速度計がUSとUKモデルはmph表記で、その他のモデルはkm/h表記となる。
2007年モデルを最後に、日本国内における並行輸入販社であるプレストコーポレーションの取扱いカタログより削除されたが、2008年2月28日よりカウル付き・ノンカウル両モデルの日本国内仕様が発売されている。尚、プレストコーポレーションを頼らず、独自の流通ルートを持つYSPのディーラーGrやレッドバロンでは、各々の販売網にてフルパワーモデルを並行輸入して販売していた。尚、全モデル共に日本仕様は、2016年にラインアップから外されている。

## モデル一覧

### FZS1000・FZ1(2001年-2005年)
- 2001年・2002年モデル - シリーズ最初のモデルである。北米向けモデルネームはFZ1、それ以外はFZS1000FAZER。
- 2003年モデル - カラーリングの変更、マイナーチェンジが行われた（ヘッドライトスイッチ廃止など）。モデルネームは、グレードにより、FZS1000/FZS1000Sとされた。
- 2004年モデル - カラーリングの変更が行われた。
- 2005年モデル - パイプフレームを持つFZS1000/FZ1の最終モデルである。マイナーチェンジとしてマフラー内部に触媒を搭載した。

### FZ1(2006年 - )
- 2006年モデル - 車種名をFZ1に統一。新たにハーフカウルを装備しない車種が追加された（カウル付きの車種の名前はFZ1 FAZER）。また2006年モデルとして大幅な仕様変更が行われた[3]。
- 2008年モデル - 2008年1月9日にノンカウル版共々日本国内仕様が発表され、同年2月28日より販売が開始された[4]。名称は変わらず。最高馬力、最大トルクとも日本国内の環境規制に対応させるためリセッティングされている。
- 2011年モデル - 2011年3月18日にワイズギア製のオプション品を装着したフルカウル仕様の FZ1 FAZER GT（エフゼットワン フェザー ジーティー） を発表した。当初は期間限定受注で5月10日に発売する予定であったが、発表直前に発生したの東日本大震災の影響から発売が延期となり、9月9日より改めて通常発売された[5]。その後は通常仕様にオプション装備を追加した「アクセサリーパッケージ」としての位置づけで販売されている。

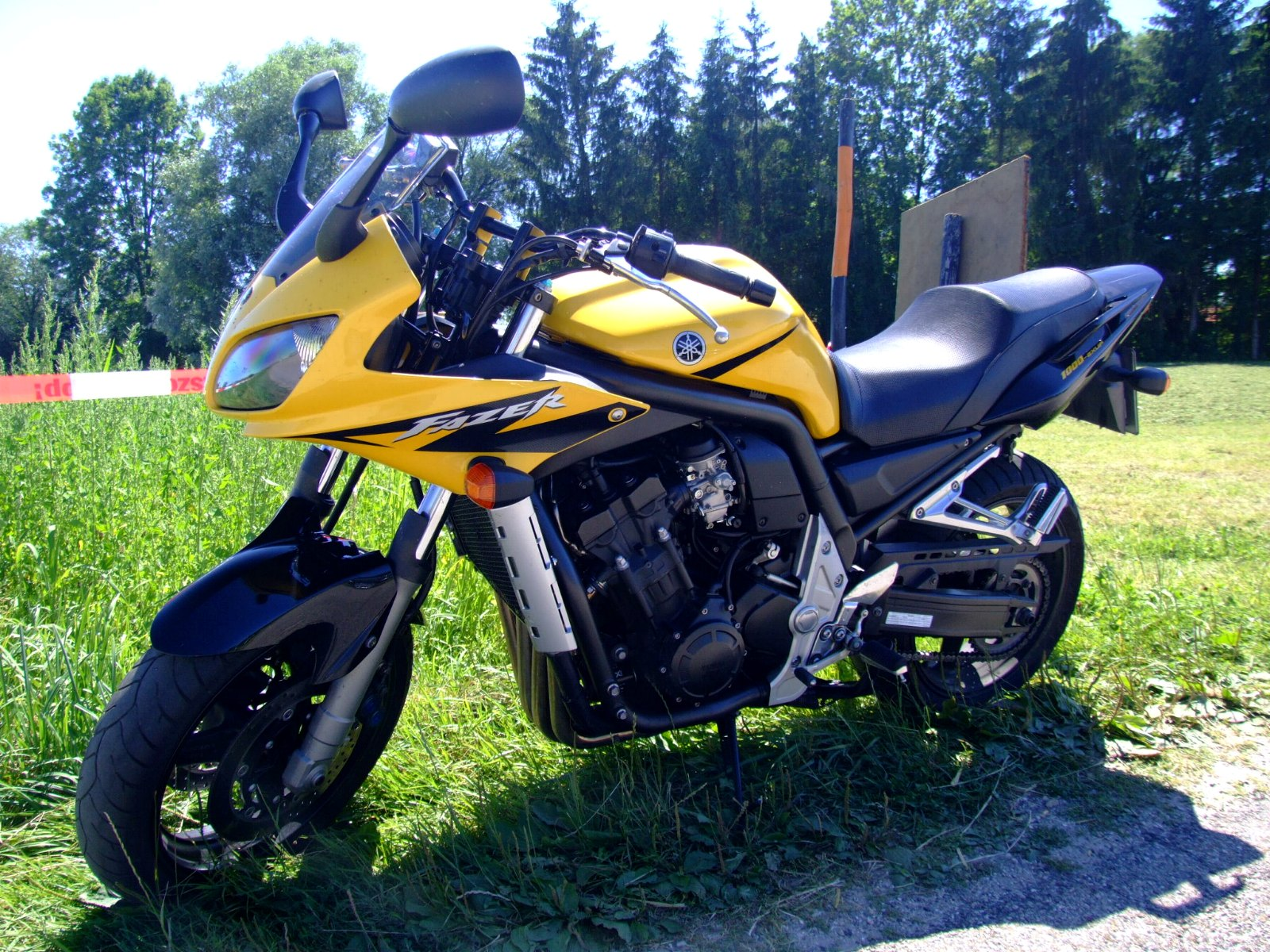
Yamaha Fazer 1000-EXUP (2003)
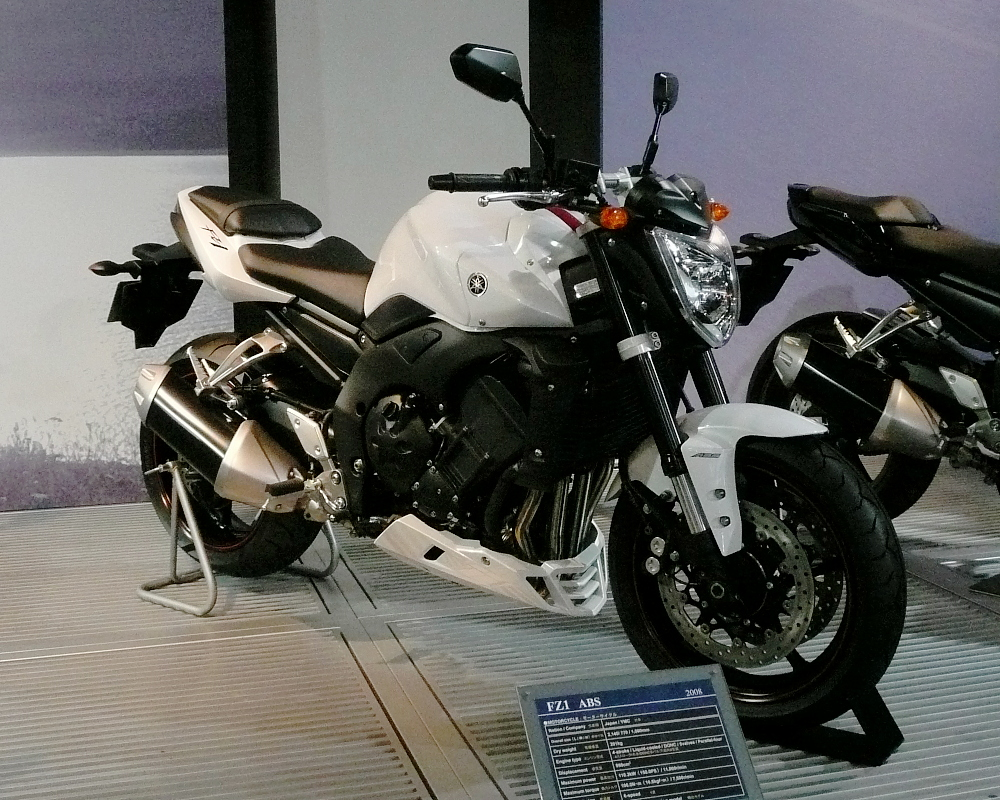
Yamaha FZ1 ABS (2008)